# Duncan Campbell (Künstler)
Duncan Campbell (* 1972 in Dublin, Irland) ist ein irischer Videokünstler. Am 1. Dezember 2014 gewann er den Turner-Preis für sein Werk It for Others.

## Leben und Karriere
Duncan Campbell studierte an der University of Ulster in Nordirland sowie an der Glasgow School of Art in Glasgow, wo er lebt und arbeitet. Im preisgekrönten Videofilm It for Others setzt er sich mit der Ausbeutung afrikanischer Kunst auseinander. Campbell beschäftigt sich außerdem mit Themen wie der IRA und dem Marxismus.

## Ausstellungen (Auswahl)
- 2008 Art Basel
- 2009 Tate Britain, London
- 2009 Kunstverein München
- 2010 Artists Space, New York
- 2012 Carnegie Museum of Art, Pittsburgh
- 2013 Henie-Onstad Art Centre, Hövikodden